# دولتمند خالف
دولتمند خالُف (تاجیکی: Давлатманд Холов؛ ۲۶ اکتبر ۱۹۵۰ – ۱۸ فوریهٔ ۲۰۲۴) یا دولتمند خال‌زاده موسیقی‌دان، نوازنده و خوانندهٔ تاجیک بود. او استاد موسیقی محلی جنوب تاجیکستان بود که فلک نام دارد.

## زندگی‌نامه
دولتمند خالف در سال ۱۹۵۰ در روستای داغستان ناحیه شوراآباد تاجیکستان شوروی در خانواده‌ای کشاورز و اهل فرهنگ زاده شد.
پدر و برادر دولتمند، نخستین آموزگاران موسیقی او بودند. نخستین کنسرت دولتمند خال‌اُف در سال ۱۹۶۳ در سن ۱۳ سالگی از تلویزیون سراسری شوروی پیشین پخش شد. او شش‌مقام را در کنسرواتوار موسیقی دوشنبه آموخت و برای نواختن دوتار، قیچک و سه‌تار که از سازهای مشهور این منطقه هستند مشهور است.
آهنگ‌ها و آوازهای او حالت صوفیانه دارند و بعضاً بر اساس اشعار مولوی تنظیم شده‌اند. در سال ۲۰۰۵ ژاک شیراک نشان طلایی فرانسه را به‌دلیل استفاده از شعرهای مولوی به دولتمند اهدا کرد.
موسیقی تاجیکستان شامل ۶ مقام و فلک‌سرایی است. دولتمند بزرگ‌ترین فلک‌سرای تاجیکستان بود که علم موسیقی را نیز در مدرسهٔ موسیقی و دانشگاه هنر تاجیکستان آموخت. به همین دلیل با موسیقی جهان آشنایی داشت. او به واسطهٔ همین آشنایی گاه دست به نوآوری‌هایی در اجراهای خود می‌زد و با این کار سعی می‌کرد توانایی‌های موسیقی تاجیکستان را نشان دهد.
دولتمند همان‌گونه که به موسیقی اصیل تاجکستان و اشعار مولانا پایبند بود، از شعرهای شاعران معاصر نیز استفاده می‌کرد و حتی با ارکسترهای سمفونیک و گروه کر نیز کنسرت می‌گذاشت. دولتمند رهبر گروه فلک تاجیکستان بود و از سوی دولت حمایت می‌شد.
ترانهٔ قطعه دور مشو دور مشو از دولتمند خلف برگرفته از اشعار صائب تبریزی و مولانا است.
دولتمند در آغاز دههٔ ۱۳۹۰ خورشیدی، ترانهٔ پناه را در مدح علی بن موسی الرضا امام هشتم شیعیان خواند که در ایران مورد توجه قرار گرفت. شعر پناه سرودهٔ شاعر معاصر ایرانی محمود حبیبی کسبی بود و آهنگسازی این اثر را طویجان آتابای نیازی به عهده داشت.چند آلبوم از گزیده کارهای او در ایران منتشر شده‌اند.
دولتمند خالُف در ۱۸ فوریه ۲۰۲۴ درگذشت.

## آثار
دولت‌مند خالف از کودکی با خواندن ترانه‌های مردمی شهرت پیدا کرد. نخستین آهنگ خود را در سال ۱۹۶۳ در ۱۳ سالگی و در سوگواری پدرش خواند. او نواختن بسیاری از سازهای موسیقی و علاقه‌مندی به اشعار مولانا جلال‌الدین رومی را از پدرش به ارث برده است.
دولت‌مند خال یکی از بزرگ‌ترین مروجان هنر حرفه‌ای کوهستان‌های تاجیکستان به‌شمار می‌رود. در طول فعالیت هنری خود، در بیش از ۱۵۰ سفر هنری به تقریباً ۱۰۰ کشور جهان رفته است. ترانه‌های او نه تنها در تاجیکستان، بلکه در سایر کشورهای فارسی‌زبان نیز شنوندگان خاص خود را دارند.

### ترانه‌ها و تنظیم‌ها[۱۱]
- ۱۹۷۴ - «دوستان هنر»، شعر م. امین‌زاده.
- ۱۹۷۶ - «دیوانه شو»، شعر مولانا.
- ۱۹۷۸ - «به دهقان»، شعر مهمون بختی.
- ۱۹۷۸ - «به مقابل دو چشمانم»، شعر و آهنگ محلی.
- ۱۹۷۸ - «زیر نوای والس»، شعر سفرمحمد ایوبی.
- ۱۹۷۸ - «فیض دهقان»، شعر حقنزار غایب.
- ۱۹۷۸ - «ریزباران»، شعر حقنزار غایب.
- ۱۹۷۸ - «آهسته‌آهسته»، غزل صائب تبریزی.
- ۱۹۷۸ - «دور مشو»، غزل مولانا.
- ۱۹۷۹ - «نرگس جادو»، غزل حاجی‌حسین کنگورتی.
- ۱۹۷۹ - «شکر این دوران»، شعر خاصیت ولی‌زاده.
- ۱۹۷۹ - «پیراهن تو رنگارنگ»، شعر م. غایب.
- ۱۹۷۹ - «دلم می‌سوزد»، شعر لایق شیرعلی.
- ۱۹۸۰ - «قصیده مادر»، شعر لایق شیرعلی.
- ۱۹۸۰ - «ساقیا»، غزل مولانا.
- ۱۹۸۱ - «گل کرده‌اند»، شعر گلرخسار صفیوا.
- ۱۹۸۱ - «گرفته»، شعر محمد غایب.
- ۱۹۸۲ - «دلم منور»، شعر و آهنگ محلی.
- ۱۹۸۲ - «دلم منور»، شعر میرزا قدیری.
- ۱۹۸۲ - «کولاب خوش است»، شعر و آهنگ محلی.
- ۱۹۸۳ - «افسوس»، شعر محلی.
- ۱۹۸۳ - «نگران نباش»، شعر لایق شیرعلی.
- ۱۹۸۴ - «می‌رقصی و می‌رقصی»، شعر محمد غایب.
- ۱۹۸۴ - «من و دریا»، شعر لایق شیرعلی.
- ۱۹۸۴ - «تنها منم»، شعر لایق شیرعلی.
- ۱۹۸۵ - «به رقاصه»، شعر لایق شیرعلی.
- ۱۹۸۶ - «شهر کولاب»، شعر و آهنگ محلی.
- ۱۹۸۷ - «حلقه دام است»، شعر بیدل.
- ۱۹۸۷ - «آمده‌ای»، غزل حافظ.
- ۱۹۸۸ - «مرا یاد کنید»، شعر لایق شیرعلی.
- ۱۹۸۹ - «حرفی ندارم»، شعر محمد غایب.
- ۱۹۸۹ - «چه کسی می‌برد»، شعر صائب تبریزی.
- ۱۹۹۲ - «خدایا، خدایا»، غزل مولانا.
- ۱۹۹۲ - «ای دل»، غزل مولانا.
- ۱۹۹۳ - «بوی جوی مولیان»، غزل رودکی.
- ۱۹۹۳ - «شاهنامه»، شعر گلرخسار صفیوا.
- ۱۹۹۴ - «ستاره‌ها»، شعر لایق شیرعلی.
- ۱۹۹۶ - «زنده‌ام»، شعر علی‌محمد مرادی.
- ۱۹۹۶ - «آب و تاب دوستی»، شعر و آهنگ محلی.
- ۱۹۹۷ - «چه شد»، غزل حافظ شیرازی.
- ۱۹۹۷ - «ما را یاد کرد»، شعر میر سید علی همدانی.
- ۱۹۹۷ - «دیدمت»، غزل مولانا.
- ۱۹۹۸ - «دریای نور»، شعر شاعر ایرانی عباس سجادی.
- ۱۹۹۸ - «خندیده بیا»، شعر محلی.
- ۱۹۹۸ - «تاجیکستان»، شعر م. بابابکوف.
- ۱۹۹۸ - «نشنیدی یا شنیدی»، شعر حافظ شیرازی.
- ۱۹۹۹ - «وحدت»، شعر دولت صفر.
- ۱۹۹۹ - «از خاک بلند تاجیکستان»، شعر محلی.
- ۱۹۹۹ - «گوشواره قفسی»، شعر سعید کولابی.
- ۱۹۹۹ - «قد رعنا»، غزل هلالی.
- ۲۰۰۰ - «به رقص آ»، شعر مولانا.
- ۲۰۰۰ - «فلک»، شعر محلی.
- ۲۰۰۰ - «تاجیکستان من است»، شعر محلی.
- ۲۰۰۱ - «در چمن»، غزل ملایوری وانجی.
- ۲۰۰۱ - «به جان آمد»، شعر بدری‌الدین هلالی.
- ۲۰۰۲ - «بشنو از نی»، شعر مولانا.
- ۲۰۰۳ - «رنجیده‌ای»، شعر محلی.
- ۲۰۰۳ - «مستان نو رسیده‌اند»، غزل مولانا.
- ۲۰۰۴ - «ملت تاجیک»، شعر معروفشو مذهب‌شویف.
- ۲۰۰۴ - «نوروز»، غزل حافظ شیرازی.
- ۲۰۰۴ - «تو هستی، تو هستی گلزار من»، شعر مولانا.
- ۲۰۰۶ - «می لعل»، شعر ابو عبدالله رودکی.
- ۲۰۰۶ - «ای قوم به حج رفته»، غزل مولانا.
- ۲۰۰۹ - «بی‌وفایی است»، شعر شاعر ایرانی عباس سجادی.
- ۲۰۰۹ - «سفر به سوی فتح و ظفر»، شعر خیروبن قربانوا.
- ۲۰۱۰ - «چه‌ها می‌شد»، غزل حاجی حسین کنگورتی.
- ۲۰۱۰ - «فاتحه فلک»، غزل مولانا.
- ۲۰۱۰ - «بدخشان»، شعر شیرین بنیود.